# Tadeusz Romer (ziemianin)
Tadeusz Romer herbu Jelita (ur. 1850) – polski ziemianin. Właściciel dóbr Jodłownik.
Brat Gustawa Romera. Poseł do Sejmu Krajowego Galicji VI kadencji (1889–1895). Wybrany do Sejmu Krajowego z IV kurii okręgu wyborczego Limanowa. W 1890 został wybrany do rady powiatu limanowskiego z grupy gmin wiejskich. We wrześniu 1895 bez powodzenia ubiegał się o reelekcję.